# Strefa szefa
Strefa szefa – cotygodniowa audycja w radiu Tok FM, nadawana od 13 lutego 2011 roku.
Pierwszy na polskim rynku program o zarządzaniu. Do audycji zapraszane są osobistości biznesu: prezesi, dyrektorzy i menedżerowie, a poruszane tematy dotyczą dobrych praktyk kierowania firmą na różnych poziomach zarządzania. 
Autorką i prowadzącą program jest Marzena Mazur. Pierwszymi gośćmi byli Anna Rulkiewicz-Kaczyńska – prezes zarządu, Grupa Lux Med, Paul Gogolinski – prezes zarządu, Business Lease Polska i Paweł Rek – dyrektor generalny, Carlson Wagonlit Travel Polska.
Od początku lutego 2012 trwa wspólna akcja "Posłuchaj, a potem przeczytaj" organizowana wspólnie z dodatkiem Praca do Gazety Wyborczej. Jedna audycja w miesiącu jest poświęcona sprawom rekrutacji i selekcji pracowników.
Strefa szefa nadawana jest w każdą niedzielę o godz. 14.00.